# 公民連合政権構想
公民連合政権構想（こうみんれんごうせいけんこうそう）は、1979年12月6日に発表された公明党と民社党が選挙対策や国会対策での緊密な協力関係を重点に自民党政権崩壊後受け皿となる「中道連合政権」構想である。

## 公・民党首確認事項
1. 中道連合政権は、自民党一党支配から政治の流れを変える事を目的とするのであるから、自民党との連合・連立は、行わない。
2. 中道連合政権樹立に至る種々の情勢の推移に対応するに当たって、随時協議の上、公明、民社両党は一致した行動をとる。
3. この中道政権構想は、両党機関の承認を得ることとする。

公明党竹入義勝中央執行委員長－民社党佐々木良作中央執行委員長

## 中道連合政権構想
この政権構想は、極めて近い将来に樹立される政権を想定し八〇年代前半に予想しうる内外情勢に対応する基本路線と政策の基本目標を示した。

## 基本路線
- 一 自民党単独政権を終わらせ、政治の流れを変えることを目的とする。この見地から、自民党の誤った政策、腐敗した体質に反対し、この中道連合政権の「基本路線」と「政策の基本目標」に賛成する勢力を糾合する。
- 二 この政権は、憲法を将来ともに守り、自由と議会制民主主義を擁護し発展させる。したがって自由と民主主義の擁護について重大な疑義のある日本共産党は、連合政権の対象としない。
- 三　この政権は、公正な市場システムを基礎とする混合経済体制に計画システムの長所を組み込むとともに、産業民主主義を推進する。民間の活力を生かし、福祉向上型経済運営により安定成長を確保し、生きがいのある｢福祉日本｣の建設をめざす。
- 四　80年代における国民の精神的、文化的発展をめざし、教育改革、郷土・伝統文化、文化遺産の保護、芸能、スポーツの振興等、多様なコミュニティーづくりを推進する。
- 五 軍事優先でなく、平和5原則に基づく自主共存と平和外交や多面的な国際協力、食糧、エネルギーの安定確保など、総合的安全保障体制を確立し、日本の平和と安全に責任を持つ。

## 政策の基本目標
- 一 清潔な政治、国民に開かれた政治=①政治資金の公開の徹底、選挙公営を拡大し、政治献金については、個人献金への移行を推進する。衆参両院議員選挙区定員の不均衡是正などの実現をはかる②政治倫理を確立する制度の確立、汚職犯罪防止の法律整備と罰則の強化、情報公開法の制定、国政調査権の強化などを実現する。
- 二　｢簡素・奉仕・公正｣をめざす行政改革と厳正な綱紀=①｢行政改革三カ年計画｣を策定し、中央省庁の機構改革、国の出先機関の統廃合と公務員数の削減並びに配置転換(定年制問題を含め)、特殊法人・認可法人の統廃合と役員の人事・退職金等の改革、各種の審議会の整理などを行う。また補助金の洗い直しと国、地方間の行財政再配分を進める②綱紀を粛正するため、予算編成並びに執行の厳正化と会計検査院の権限強化等をはかる③国会に｢行財政特別委員会｣を設置し、三カ年計画実施後も一定周期で行政改革を促進する。また行政監察委員(オンブズマン)制度を導入する。
- 三　インフレと失業のない福祉向上型の経済成長=①経済・財政構造を福祉型に転換し、公的住宅、文教・福祉施設、病院、環境・災害対策整備など生活・福祉関連社会資本を整備充実。物価対策を強化して財政・金融政策を機動的に運用し、内需主導のインフレなき持続的景気回復をはかり、安定した経済成長に導く②雇用創出機能の充実、中高年齢者や婦人(ママ)の雇用差別をなくし、60年定年制を実施、週休二日制の徹底等と経済の安定で完全雇用の達成をはかる③中小企業、農林漁業対策を強化し、自助努力への融資、経営指導助成を充実強化する④財政再建は、一般消費税は導入せず、行政監察を前提にして経済の安定成長と不公正税制の是正を柱に、補助金の整理・合理化等によって推進する。そのため｢中期財政計画｣を策定する。
- 四　福祉の計画的充実と社会的公正の実現=①国民の勤労が公正に報いられる社会、老後が安心できる社会、社会的弱者を守り、いたわる連帯の社会、差別のない社会をつくる②この見地から福祉向上のための五ヵ年計画を策定し、特に高齢化社会に備えた基本(基礎)年金構想の実現、老齢者医療確保体制の確立をはかる。また公的住宅建設の積極的拡大を進め4LDK住宅を目標にする③婦人(ママ)の社会的地位の向上、真の男女平等社会の実現を推進する。
- 五　教育改革と文化・スポーツの振興=①教育改革を推進し、国民の教育を受ける権利を保障し、その機会を拡大して生涯教育体制の確立をはかる②うるおいのある生活と社会の建設をめざし、民族・郷土の歴史的、文化的遺産を守り伝え、また芸術、文化の向上のため国際交流を含めその対策を充実する③体育・スポーツを振興する。
- 六　個性豊かな地域社会づくり=①地方独自の文化の振興、環境保全、生活関連施設の整備、地場産業の振興と地域雇用の確保等を推進し、個性豊かな新しい地域社会づくりを進める②中央集権体制を地方分権体制に改革し、住民参加の民主的な地方自治を確立する。住民の自発と連帯により住民参加の行政運営をはかり、自主財源確保のための国税の地方委譲、中央集権的な国の補助金行政を改めて補助金の整理、合理化、事業別補助金の一括交付方式を実施する。また国の許認可権限の地方委譲を積極的に行う。
- 七 エネルギー危機の打開―需要の安定確保=①省エネルギーの徹底と代替エネルギーの開発・導入を推進し、輸入石油への依存度を低下させる②積極的な平和友好、経済協力外交を進め、石油、LNG 、海外炭などの輸入先の分散化をはかり、供給と価格の安定に積極的な努力をする③国内炭2千万㌧体制の確立、環境・公害対策を充実して水力発電、地熱利用、自然エネルギーの利用、新エネルギーの研究開発を促進する④原子力発電所の建設は、自主・民主・公開の原則を確立し、厳格な安全審査と環境アセスメントを行い、関係地域住民の合意のもとに進める⑤国会に｢エネルギー対策特別委員会｣を設ける。
- 八 世界の平和共存とわが国の総合的安全保障体制の確立=①世界平和実現とわが国の平和的存立を確保するため、平和五原則を基調として世界のあらゆる国と平和共存する政策を推進する②核兵器の全面撤廃をめざし、あらゆる国の核実験、製造、保有、使用に反対する③わが国の安全保障については軍事力優先でなく、経済、技術、文化等の国際協力と交流、エネルギーや食糧の安定的確保を含む総合的安全保障体制を確立する。また国連の安全保障機能の強化を推進する。日米安保体制の解消を可能にする国際環境づくりに努力し、日米安保条約は、国連の集団安全保障機能の現状からみて、わが国を取りまく国際情勢の急激な変化を避けるため、当面は存続する。わが国の自衛隊については、改編の可否について検討する余地を残して差し当たり領土、領海、領空の保全のための専守防衛に厳しく任務限定し、シビリアン・コントロールを強化してこれを保持する。これら安全保障問題に対する国民的合意を形成するため、国会に安全保障、防衛に関する委員会を設置する。

## 選挙協力の結果
- 第36回衆議院議員選挙32選挙区
公明党推薦＝民社党候補（14選挙区）
- 滋賀県全区西田八郎
民社党推薦＝公明党候補（18選挙区）
- 和歌山１区坂井弘一
- 結果・43選挙区中22選挙区で当選
第12回参議院通常選挙地方区
- 2人区千葉県、岐阜県
- 3人区埼玉県（無所属候補の共同支援）神奈川県、
- 全国区
結果・25選挙区中9選挙区で当選。

## 政権構想協議会・両党首脳懇親会
- 昭和60年（1985年）2月25日 政権構想協議会

公明党側
書記長 矢野絢也
政策審議会長 正木良明
国会対策委員長 権藤恒夫
民社党側
書記長 塚本三郎
政策審議会長 大内啓伍
国会対策委員長 永末英一
- 1985年5月16日両党首脳懇親会

公明党側
中央執行委員長 竹入義勝
中央執行副委員長 二宮文造
書記長 矢野絢也
政策審議会長 正木良明
国会対策委員長 権藤恒夫
選挙対策委員長 大野潔
民社党側
中央執行委員長 塚本三郎
中央執行副委員長 永末英一
書記長 大内啓伍
政策審議会長 米沢隆
国会対策委員長 小沢貞孝
選挙対策委員長 藤井恒男